# Salcedo (kanton)

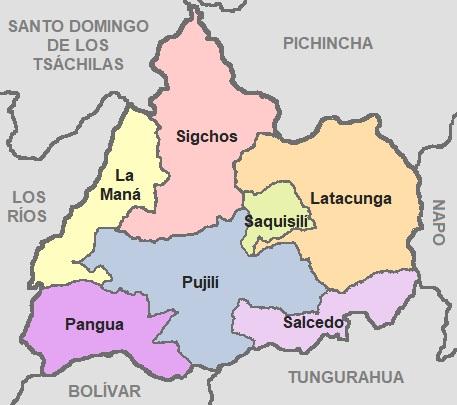
Kantons van de provincie Cotopaxi

Salcedo is een kanton in de provincie Cotopaxi in Ecuador. Het kanton telde 51.304 inwoners in 2001. Hiervan woonden 9853 inwoners in stedelijk gebied.
Hoofdplaats van het kanton is San Miguel de Salcedo.

## Indeling van het kanton

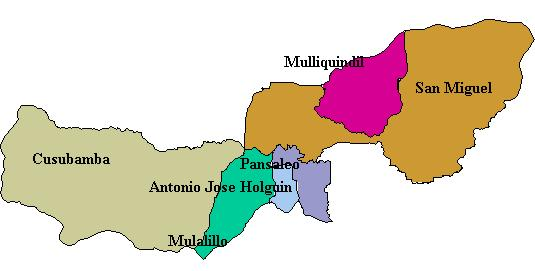
Indeling van het kanton

Het kanton bestaat uit de volgende parroquias:
- Antonio José Holguín
- Cusubamba
- Mulalillo
- Mulliquindil
- Pansaleo
- San Miguel de Salcedo (hoofdplaats)